# Ambá
Según el Majabhárata (texto épicorreligioso sánscrito del siglo III a. C.), Ambá es la hija mayor del rey de Kashi.

## Nombre sánscrito
- ambā, en escritura devanagari del sánscrito.[1]
- अम्बा, en el sistema AITS (alfabeto internacional para la transliteración del sánscrito).[1]
- Pronunciación:
  - /ambá/ en sánscrito[1] o bien
  - /ámbaa/ u /ómbaa/ en varios idiomas modernos de la India (como el bengalí, el hindí, el maratí o el palí).
- Etimología: proviene del sánscrito védico ámba, ‘madre, buena mujer’, que en el Rig-veda (el texto más antiguo de la India, de mediados del II milenio a. C.) se utilizaba meramente como interjección.[1]

## Leyenda

Bhisma obtiene a Amba y sus hermanas en la ceremonia suaiamvara.

Junto con sus hermanas Ambika y Ambalika, fue tomada por Bhishma durante la ceremonia suaiamvara (donde las tres jóvenes elegirían al esposo más poderoso). Bhishma desafió a los príncipes y reyes reunidos y los derrotó a todos. Él las presentó a su madre Satiavati para el casamiento de su hermano Vichitraviria (el rey de Jastinapura).
Como Amba ya se había enamorado a primera vista de uno de los reyes presentes en la ceremonia (el raja de Salwa), Vichitraviria se casó con sus dos hermanas (Ambalika sería la madre del rey Pandu, y Ambika, del rey Dritarastra). Pero cuando Amba retornó con su amado y le pidió que la aceptara como esposa, este la rechazó porque Bhishma ya se la había quitado. Amba entonces volvió con Bhishma y le pidió que se casara con ella. Pero él también se negó, ya que había tomado el voto de celibato (al hacer la terrible promesa, años atrás, desde el cielo se habían oído voces que susurraron: “¡Bhishma!” (‘terrible’).
Furiosa por haberse convertido involuntariamente en una mujer no casadera, Amba juró matar al invencible Bhishma. Fue al bosque a realizar austeridades para obtener ese don. El dios Shiva (quien es llamado también Ashu Tosh, ‘rápido de satisfacer’) le prometió que podría vengarse, pero en su siguiente vida. Entonces Amba levantó una pira y se suicidó en ella.

### Reencarnación de Amba

El anciano guerrero Bhisma (a la izquierda) se niega a pelear contra Sikandi (quien levanta su arco, a la derecha), mientras Aryuna y Krisna (en la cuadriga detrás de Sikandi) observan.

Amba renació pocos años después como el hijo hermafrodita del rey Drupada:
Śikhandī (mecha de cabello en la coronilla) o
Śikhandín (‘pavo real’: śikhā: ‘coronilla’, tope de la cabeza; anda: ‘huevos’; aunque también es un juego de palabras: ‘testículos en la cabeza’).
En realidad había nacido como mujer, y fue llamada Sikhandiní (‘pava real’). Pero para poder luchar de la guerra en la que participaría Bhishma (que con el paso de los años se había convertido en un anciano pero poderosísimo guerrero) un mago médico iaksá (espíritu de la naturaleza) transformó a la muchacha en un ser hermafrodita. Adoptó entonces el nombre masculino de Sikhandi.
En la batalla de Kurukshetra, Shikhandi fue un factor crítico para provocar la muerte de Bhishma. Debido a su voto de celibato, el “abuelo virgen” Bhishmadev se había vuelto invencible, pero bajó sus armas cuando vio delante de sí a Sikhandi (a quien reconoció como el rostro reencarnado de la injusticia cometida décadas antes).
Entonces su sobrino nieto más amado, Aryuna, lo mató a flechazos.
Días después, en la misma guerra, Sikhandi fue matado por Asuatama.

## Otros significados
- Amba, otro nombre de la diosa Parvatī o Durgā, la consorte del dios Śiva.
- amba, una madre, una buena mujer (como título de respeto). En sánscrito védico ámba (en el Rigveda).
  - Según el Asualaiana-srauta-sutra se usaba como una especie de interjección (para llamar cariñosamente a una mujer).
  - En los idiomas del Sur de la India, el término ambā se convirtió en ammā y frecuentemente se agrega a los nombres de las diosas y de las mujeres en general.
- Amba, nombre de una apsarā (bailarina celestial).
- Amba, nombre de una de los siete krittikás, las madres de Kartikeia (según el Taitiría-samjita, el Taitiría-bráhmana y el Kathaka).
- amba, Término astrológico que denota la cuarta condición que resulta de la conjunción de los planetas.
- amba, nombre de una planta.